# Megalópole do México
A Megalópole do México, ou Megalópole da Cidade do México (em castelhano: Corona Regional del Centro de México, Megalópolis de México), é um conjunto de áreas metropolitanas no centro do México. O termo foi usado pela primeira vez no ano de 1996, quando o Programa Geral de Desenvolvimento Urbano do Distrito Federal (em espanhol, Programa General de Desarrollo Urbano del Distrito Federal) propôs a existência da "Coroa Regional do Centro do México" (em espanhol, Corona Regional del Centro de México). O termo foi usado para referir-se à cadeia urbana do centro do México e, posteriormente, foi retomado por PROAIRE, uma comissão metropolitana do meio ambiente. Também são utilizados os termos "Coroa Regional de Cidades" (em espanhol, Corona Regional de Ciudades) e "Megalópole do Centro do país" (em espanhol, Megalópolis del Centro del país - MCP).
É a área mais populosa do país e uma das regiões que concentram os maiores contingentes populacionais do planeta. A população está estimada em aproximadamente 28 milhões de habitantes.

## Delimitação
Tudo parte da Cidade do México em diversos processos de conurbação e integração física com diversos municípios do Estado de México, Estado de Morelos, Estado de Puebla, Estado de Tlaxcala e Estado de Hidalgo. Está integrada por 173 municípios (91 do Estado de México, 29 do Estado de Puebla, 37 do Estado de Tlaxcala, 16 de Morelos e 16 de Hidalgo) e as 16 delegações do Distrito Federal.
O Estado de Querétaro não é considerado, já que a distância entre a Zona Metropolitana do Vale do México e a Zona Metropolitana de Querétaro é maior que existe em comparação com as outras zonas metropolitanas ao redor, que não excedem os 100 quilômetros. Por outro lado, Querétaro se encontra mais integrado ao sistema urbano do Bajío, dentro do qual cumpre uma função de articulador dos fluxos transregionais entre a região central y a do Golfo do México que se destinam ao oeste e ao norte mexicanos.

### Principais cidades e zonas metropolitanas
Esta megalópole está integrada pelas seguentes cidades com sua respectiva área metropolitana: a Cidade do México, Puebla, Tlaxcala, Cuernavaca, Cuautla, Toluca, Pachuca, Tula de Allende e Tulancingo.
O núcleo central desta zona configura a Zona Metropolitana do Vale do México, a qual se encontra rodeada por uma coroa regional de cidades (Toluca, Cuernavaca, Cuautla, Puebla, Tlaxcala e Pachuca) e noutro nível por uma periferia regional bem ampla, inclusive conta com eixos transregionais, como Huejutla, Teziutlán, Ciudad Serdán e Tehuacan.

Mapa da densidade populacional do México, demonstrando a concentração dos mexicanos em torno da capital, no centro-sul do país.

| Estados                                  | Zona Metropolitana                       | População  |
| ---------------------------------------- | ---------------------------------------- | ---------- |
| México, D. F., Estado de México, Hidalgo | Região Metropolitana do Vale do México   | 20 137 152 |
| Puebla, Tlaxcala                         | Região Metropolitana de Puebla-Tlaxcala  | 2 668 347  |
| Estado de México                         | Região Metropolitana de Toluca           | 1 846 602  |
| Morelos                                  | Região Metropolitana de Cuernavaca       | 875 598    |
| Hidalgo                                  | Região Metropolitana de Pachuca de Soto  | 511 981    |
| Tlaxcala                                 | Região Metropolitana de Tlaxcala-Apizaco | 499 504    |
| Morelos                                  | Região Metropolitana de Cuautla          | 434 153    |
| Hidalgo                                  | Região Metropolitana de Tulancingo       | 239 575    |
| Hidalgo                                  | Região Metropolitana de Tula             | 205 848    |
| Total                                    | Total                                    | 27 418 760 |